# Gakona River
Der Gakona River ist ein etwa 100 Kilometer langer rechter Nebenfluss des Copper River im Süden des US-Bundesstaats Alaska.

## Verlauf
Er entspringt dem Gakona-Gletscher an der Südflanke der Alaskakette, fließt südwärts und mündet bei Gakona, 26 Kilometer nordöstlich von Glennallen, in den Copper River, der in den Golf von Alaska fließt. Der Tok Cut-Off überquert den Fluss unmittelbar oberhalb dessen Mündung.

## Name
Henry Tureman Allen dokumentierte 1885 die Bezeichnung der Ureinwohner Alaskas für den Fluss. R. H. Geoghegan zeichnete im Jahr 1903 den Namen „Ga-ka-tna“ auf und gab als Übersetzung „Kaninchen-Fluss“ an.